# Михневич, Богдан Константинович
Михневич Богдан Константинович (4 октября 1951, Киев — 19 июня 2000) — советский и украинский звукорежиссёр, звукооператор.

## Биография
Богдан Михневич родился 4 октября 1951 года в Киеве. В 1974 году окончил Киевский политехнический институт. Работал звукооператором, звукорежиссёром на Киевской киностудии имени А.Довженко. Номинант Национальной кинематографической премии «НИКА» за 1992 год в категории «Лучшая работа звукооператора» за фильм «Изгой».
Скончался на 49-м году жизни 19 июня 2000 года.

## Фильмография
- 1980 — Поезд чрезвычайного назначения
- 1981 — Будем ждать, возвращайся…
- 1982 — Семейное дело
- 1983 — Провал операция «Большая медведица»
- 1984 — Володькина жизнь
- 1985 — Прыжок
- 1986 — Счастлив, кто любил…
- 1987 — Соломенные колокола
- 1988 — Грешник
- 1989 — Этюды о Врубеле
- 1990 — Допинг для ангелов
- 1990 — Лебединое озеро. Зона
- 1991 — Изгой
- 1992 — Мелодрама с покушением на убийство
- 1992 — Сердца трёх
- 1993 — Гетманские клейноды
- 1993 — Грешница в маске
- 1993 — Сердца трёх-2
- 1994 — Жестокая фантазия
- 1995 — Покушение. Осеннее убийство в Мюнхене
- 1997 — Седьмой маршрут
- 1998 — Две луны, три солнца
- 2000 — Мойщики автомобилей

## Награды и признание
«Ника-92»
- Номинация в категории «Лучшая работа звукооператора»[2]